# Felicity Gallup
Felicity Gallup (* 26. September 1969) ist eine walisische Badmintonspielerin englischer Herkunft.

## Karriere
Felicity Gallup startete bis Ende der 1990er Jahre für England und gewann dort mehrere Juniorentitel. In Wales gewann siemim neuen Jahrtausend fünf nationale Titel und siegte auch bei den Peru International, Mauritius International, Puerto Rico International und den Croatian International.

## Sportliche Erfolge
| Saison | Veranstaltung                             | Disziplin   | Platz | Name                                |
| ------ | ----------------------------------------- | ----------- | ----- | ----------------------------------- |
| 1986   | England: Einzelmeisterschaft der Junioren | Mixed       | 1     | Martin Pallant / Felicity Gallup    |
| 1987   | England: Einzelmeisterschaft der Junioren | Dameneinzel | 1     | Felicity Gallup                     |
| 1988   | England: Einzelmeisterschaft der Junioren | Damendoppel | 1     | Adele Abbott / Felicity Gallup      |
| 1991   | Swiss Open                                | Dameneinzel | 2     | F. Gallup                           |
| 1997   | Slovak International                      | Damendoppel | 1     | Joanne Muggeridge / Felicity Gallup |
| 1997   | Indien: Internationale Meisterschaften    | Damendoppel | 5     | Joanne Muggeridge / Felicity Gallup |
| 1998   | Slovenian International                   | Damendoppel | 1     | Joanne Muggeridge / Felicity Gallup |
| 2000   | Wales: Einzelmeisterschaften              | Damendoppel | 1     | Jo Muggeridge / Felicity Gallup     |
| 2000   | Croatian International                    | Damendoppel | 1     | Felicity Gallup / Joanne Muggeridge |
| 2001   | Peru International                        | Damendoppel | 1     | Felicity Gallup / Joanne Muggeridge |
| 2001   | Wales: Einzelmeisterschaften              | Damendoppel | 1     | Jo Muggeridge / Felicity Gallup     |
| 2001   | Puerto Rico International                 | Damendoppel | 1     | Felicity Gallup / Joanne Muggeridge |
| 2001   | Weltmeisterschaft                         | Damendoppel | 33    | Felicity Gallup / Joanne Muggeridge |
| 2002   | Mexico International                      | Damendoppel | 1     | Felicity Gallup / Joanne Muggeridge |
| 2002   | Wales: Einzelmeisterschaften              | Damendoppel | 1     | Jo Muggeridge / Felicity Gallup     |
| 2002   | Peru International                        | Damendoppel | 1     | Felicity Gallup / Joanne Muggeridge |
| 2002   | Puerto Rico International                 | Damendoppel | 1     | Felicity Gallup / Joanne Muggeridge |
| 2002   | Mauritius International                   | Damendoppel | 1     | Felicity Gallup / Joanne Muggeridge |
| 2003   | Weltmeisterschaft                         | Damendoppel | 17    | Felicity Gallup / Joanne Muggeridge |
| 2003   | Nigeria International                     | Damendoppel | 1     | Felicity Gallup / Joanne Muggeridge |
| 2003   | Wales: Einzelmeisterschaften              | Damendoppel | 1     | Jo Muggeridge / Felicity Gallup     |
| 2004   | Wales: Einzelmeisterschaften              | Damendoppel | 1     | Jo Muggeridge / Felicity Gallup     |